# Ярмола Віктор Маркович
Ві́ктор Ма́ркович Ярмо́ла (26 листопада 1922, Карапиші — 24 травня 1978, Київ) — український господарник, Герой Соціалістичної Праці.

## Біографія

Могила Віктора Ярмоли

Народився 26 листопада 1922 року в селі Карапишах (тепер Обухівського району Київської області). 1948 року закінчив Київський політехнічний інститут. У 1957—1961 роках — головний інженер заводу «Київприлад», в 1961—1978 роках — директор Київського заводу автоматики імені Петровського.
Помер 24 травня 1978 року. Похований в Києві на Міському кладовищі «Берківці». 1984 року у Києві на його честь названо вулицю.